# Oskar Gros
 Franz Jakob Oskar Gros (* 13. März 1877 in Werneck; † 3. August 1947 in Uffing) war ein deutscher Pharmakologe und Hochschullehrer.

## Leben
Nach dem Abitur in Würzburg begann Gros 1896 an der Julius-Maximilians-Universität Würzburg Chemie zu studieren. 1897 wurde er im Corps Bavaria Würzburg recipiert. Als Inaktiver wechselte er an die Universität Leipzig, die ihn 1901 zum Dr. phil. promovierte. 1903 begann er in Leipzig das Zweitstudium Medizin, das er 1908 mit der Promotion abschloss. Schon im folgenden Jahr habilitierte er sich für Pharmakologie. Nach sechs Jahren als Privatdozent erhielt er 1915 (im Ersten Weltkrieg) ein nichtplanmäßiges  Extraordinariat an der Medizinischen Fakultät der Universität Leipzig. Noch im selben Jahr kam er auf den Lehrstuhl der Friedrichs-Universität Halle. 1919 wechselte er an die neue Universität zu Köln. Nach drei Jahren ging er an die Christian-Albrechts-Universität zu Kiel. 1925 kehrte er schließlich nach Leipzig zurück. 1933–1935 war er Dekan der Medizinischen Fakultät. Nach 18 Jahren auf dem Leipziger Lehrstuhl wurde er 1943 entpflichtet.

## Ehrungen
- Ordentliches Mitglied der Mathematisch-Physikalischen Klasse der  Sächsischen Akademie der Wissenschaften zu Leipzig (1929)[7]
- Korrespondierendes Mitglied der SAW (1943)[7]